# نیکی بیلی
نیکی بیلی (انگلیسی: Nicky Bailey؛ زادهٔ ۱۰ ژوئن ۱۹۸۴) یک بازیکن فوتبال اهل بریتانیا است.